# Nederland op de Olympische Winterspelen 1972
Tijdens de Olympische Winterspelen van 1972 die in Sapporo, Japan werden gehouden nam Nederland voor de negende keer deel. Elf olympiërs namen deel in twee takken van sport, één bij het kunstschaatsen en tien bij het schaatsen. De Chef de mission voor deze spelen was Wilhelm Herman Daniël Quarles van Ufford. In totaal werden er negen medailles verdiend; vier gouden, drie zilveren en twee bronzen.

## Medailleoverzicht
| Sport     | Olympiër             | Discipline   | Medaille |
| --------- | -------------------- | ------------ | -------- |
| Schaatsen | Ard Schenk           | 1500 m (m)   | Goud     |
| Schaatsen | Ard Schenk           | 5000 m (m)   | Goud     |
| Schaatsen | Ard Schenk           | 10.000 m (m) | Goud     |
| Schaatsen | Stien Baas-Kaiser    | 3000 m (v)   | Goud     |
| Schaatsen | Kees Verkerk         | 10.000 m (m) | Zilver   |
| Schaatsen | Atje Keulen-Deelstra | 1000 m (v)   | Zilver   |
| Schaatsen | Stien Baas-Kaiser    | 1500 m (v)   | Zilver   |
| Schaatsen | Atje Keulen-Deelstra | 1500 m (v)   | Brons    |
| Schaatsen | Atje Keulen-Deelstra | 3000 m (v)   | Brons    |

## Deelnemers en resultaten

### Kunstrijden
| Olympiër        | Discipline (deelname) | Resultaat | Prestatie                                                                          |
| --------------- | --------------------- | --------- | ---------------------------------------------------------------------------------- |
| Dianne de Leeuw | vrouwen               | 16e       | r/m: 6x16 (pc/rm: 91) (14-16-15-16-17-17-15-18-15; pc/9: 143) puntentotaal: 2298,7 |

### Schaatsen
| Olympiër (deelname)  | Discipline (deelname) | Resultaat | Prestatie         |
| -------------------- | --------------------- | --------- | ----------------- |
| Jan Bols             | 1500 m (m)            | 5e        | 2.06,58 (+3,62)   |
| Jan Bols             | 5000 m (m)            | 8e        | 7.39,40 (+15,79)  |
| Jan Bols             | 10.000 m (m)          | 4e        | 15.17,99 (+16,64) |
| Jappie van Dijk      | 500 m (m)             | 32e       | 43,04 (+3,60)     |
| Ard Schenk           | 500 m (m)             | 34e       | 43,40 (+3,96)     |
| Ard Schenk           | 1500 m (m)            | Goud      | 2.02,96           |
| Ard Schenk           | 5000 m (m)            | Goud      | 7.23,61           |
| Ard Schenk           | 10.000 m (m)          | Goud      | 15.01,35          |
| Eddy Verheijen       | 500 m (m)             | 25e       | 42,67 (+3,23)     |
| Eddy Verheijen       | 1500 m (m)            | 19e       | 2.10,96 (+8,00)   |
| Kees Verkerk         | 1500 m (m)            | 8e        | 2.07,43 (+4,47)   |
| Kees Verkerk         | 5000 m (m)            | 6e        | 7.39,17 (+15,56)  |
| Kees Verkerk         | 10.000 m (m)          | Zilver    | 15.04,70 (+3,35)  |
|                      |                       |           |                   |
| Stien Baas-Kaiser    | 1500 m (v)            | Zilver    | 2.21,05 (+0,20)   |
| Stien Baas-Kaiser    | 3000 m (v)            | Goud      | 4.52,14           |
| Ellie van den Brom   | 500 m (v)             | 10e       | 45,62 (+2,29)     |
| Ellie van den Brom   | 1000 m (v)            | 7e        | 1.32,60 (+1,20)   |
| Ellie van den Brom   | 1500 m (v)            | 4e        | 2.22,27 (+1,42)   |
| Atje Keulen-Deelstra | 500 m (v)             | 6e        | 44,89 (+1,56)     |
| Atje Keulen-Deelstra | 1000 m (v)            | Zilver    | 1.31,61 (+0,21)   |
| Atje Keulen-Deelstra | 1500 m (v)            | Brons     | 2.22,05 (+1,20)   |
| Atje Keulen-Deelstra | 3000 m (v)            | Brons     | 4.59,91 (+7,77)   |
| Trijnie Rep          | 500 m (v)             | 20e       | 46,60 (+3,27)     |
| Trijnie Rep          | 1000 m (v)            | 24e       | 1.35,82 (+4,42)   |
| Sippie Tigchelaar    | 3000 m (v)            | 4e        | 5.01,67 (+9,53)   |

Argentinië · Australië · België · Bondsrepubliek Duitsland · Bulgarije · Canada · Duitse Democratische Republiek · Filipijnen · Finland · Frankrijk · Griekenland · Groot-Brittannië · Hongarije · Iran · Italië · Japan · Joegoslavië · Libanon · Liechtenstein · Mongolië · Nederland · Nieuw-Zeeland · Noord-Korea · Noorwegen · Oostenrijk · Polen · Roemenië · Sovjet-Unie · Spanje · Taiwan · Tsjecho-Slowakije · Verenigde Staten · Zuid-Korea · Zweden · Zwitserland